# Helmut Fessen
Helmut Fessen (* 1934 in Essen) ist ein deutscher Historiker und Südostasienwissenschaftler, insbesondere Indonesist. Er war außerordentlicher Professor an der Sektion Asienwissenschaften der Humboldt-Universität zu Berlin.

## Leben
Nach dem Abitur in Essen studierte er von 1951 bis 1955 an der Universität Bonn Theologie, Volkswirtschaft (mit Vordiplom), Jura und Sinologie. 1955 siedelte er nach Leipzig über, wo er heiratete und Sinologie und Indonesienkunde studierte. 1959 erwarb er das Diplom in Sinologie der Humboldt-Universität zu Berlin (HU). Von 1959 bis 1962 war er in der Liga für Völkerfreundschaft Referent für Indonesien. Zwischen 1962 und 1963 absolvierte er ein Studium für Geschichte und Sprache Indonesiens an der Lomonossow-Universität in Moskau. 
Mit einer Arbeit über Probleme der Klassenstruktur und des Klassenkampfes auf dem indonesischen Dorf 1945 bis 1960 wurde er 1966 an der HU Berlin zum Dr. phil. promoviert. Ebendort habilitierte er sich 1970 mit der Schrift Die Landreform in Indonesien 1960 bis 1965. Anschließend wurde er Hochschullehrer. Von 1973 bis 1976 war er Diplomat in China. 1987 wurde er außerordentlicher Professor an der Sektion Asienwissenschaften. Ende 1991 verließ er die Humboldt-Universität. Seit 1995 ist er Altersrentner.

## Schriften (Auswahl)
- mit Gottfried Freitag und Bambang Roseno: Die Wirtschaft der ASEAN-Staaten. Eine Studie zur ökonomischen Entwicklung in Indonesien, Malaysia, Singapur, Thailand und auf den Philippinen. Berlin 1983, OCLC 251548927.
- mit Hans Dieter Kubitscheck: Geschichte Malaysias und Singapurs. Berlin 1981, OCLC 605189357.
- mit Hans Dieter Kubitscheck: Geschichte Thailands. Münster 1994, ISBN 3-89473-226-1.
- Unterwegs in Asien. Begegnungen und Erkundungen. Berlin 2003, ISBN 3-89793-087-0.